# نانسي ك. ستانتون
نانسي ك. ستانتون (بالإنجليزية: Nancy Stanton)‏ هي رياضياتية أمريكية، ولدت في 23 مارس 1948 في سان فرانسيسكو في الولايات المتحدة.